# Жестянников, Сергей Геннадьевич
Сергей Геннадьевич Жестянников (род. 25 февраля 1976, Старый Оскол, Белгородская область) — российский государственный деятель, председатель Законодательного собрания Вологодской области. Член партии «Единая Россия».

## Биография
Родился 25 февраля 1976 года в городе Старый Оскол Белгородской области. В 1998 году окончил Вологодскую молочно-хозяйственную академию им. Н. В. Верещагина, по специальности «Агрономия». В 2004 году окончил Вологодский государственный педагогический университет по специальности «Юриспруденция».
С 2000 года работал в органах внутренних дел. 
В 2014 году — начальник Управления Федеральной миграционной службы России по Вологодской области. 
В 2016 году завершил службу в органах внутренних дел в должности заместителя начальника полиции по охране общественного порядка УМВД России по Вологодской области, подполковник полиции.
С ноября 2016 года — руководитель администрации Вологодского муниципального района. 
С октября 2017 по декабрь 2023 года — глава Вологодского муниципального района. 
С декабря 2023 по июнь 2024 года — заместитель губернатора Вологодской области.
25 июня 2024 года избран депутатом Законодательного Собрания Вологодской области от партии «Единая Россия». 27 июня 2024 года избран председателем Законодательного собрания Вологодской области.
27 июня 2025 года досрочно прекратил полномочия депутата и Председателя Законодательного Собрания Вологодской области и вернулся в Правительство Вологодской области на должность Первого заместителя губернатора.
8 августа 2025 года Сергей Жестянников официально занял пост мэр Вологда.
8 августа в городской Думе прошло заседание, на котором депутаты провели голосование.
Из 30 депутатов на заседании присутствовали 23, и все единогласно поддержали его кандидатуру. Сергей Жестянников стал новым мэром Вологды

## Награды
- Медаль «За отличие в охране общественного порядка», 2003 год;
- Медаль «За усердие», 2011 год;
- Медаль «За заслуги в управленческой деятельности» 3 степени, 2015 год;
- Благодарственное письмо Президента Российской Федерации, 2018 год;
- Благодарственное письмо Губернатора области, 2014 год;
- Благодарность Губернатора области, 2016, 2018 годы;
- Почетная грамота Губернатора области, 2021 год;
- Ценный подарок Губернатора области, 2023;
- Почетная грамота Представительного Собрания Вологодского муниципального округа, 2023.